# Reggae em espanhol
No Panamá, o reggae dancehall cantado em espanhol por artistas de origem latino-americana é conhecido como reggae em espanhol. Ele surgiu no final dos anos 1980 no Panamá. O reggae em espanhol tem vários nomes; no Panamá, ele é chamado de "La Plena panameña".
Atualmente, o reggae em espanhol contém três principais subgêneros: reggae 110, reggae bultrón e fluxo romântico. Além disso, e embora tecnicamente eles não se enquadrem na categoria de reggae em espanhol, mesmo que derivem dos ritmos jamaicanos do dancehall, o reggae em espanhol também inclui duas fusões musicais: dancehall espanhol e reggae soca.

## História

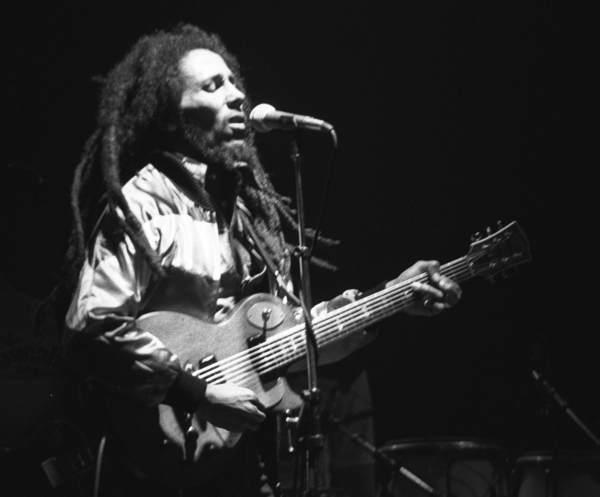
Bob Marley, inspiração para o reggae em espanhol.

### Evoluções iniciais
O reggae como gênero musical tem suas origens na Jamaica, e se tornou popular ao longo dos anos 1970 nas comunidades de imigrantes negros das outras Índias Ocidentais Britânicas, América do Norte e Grã-Bretanha. O reggae jamaicano foi abraçado no Panamá pelos descendentes de trabalhadores negros que imigraram para o Istmo durante a construção da Ferrovia do Panamá (meados do século XIX), as ferrovias para as companhias de banana (final do século XIX) e o Canal do Panamá (início do século XX). Antes do período de construção do Canal do Panamá (1904–1915), a maioria das comunidades afro-caribenhas no Panamá era de descendência haitiana, mas com a construção do canal essas comunidades cresceram em diversidade com imigrantes de outras partes do Caribe, como Jamaica, Barbados, Martinica, Guadalupe, Haiti, Trinidad, Dominica, Porto Rico, Guiana Francesa e Britânica e outras ilhas caribenhas.
Em 1977, um imigrante guianense que usava o apelido de "Guyana", junto com um DJ local conhecido como "Wassabanga" introduziu pela primeira vez os ritmos do reggae no Panamá com letras em espanhol. A música de Wassabanga junto com intérpretes posteriores como Rastanini e Calito Soul, foram talvez os primeiros casos notáveis de reggae en Español, em uma época em que muitos panamenhos já estavam desenvolvendo um vínculo musical e espiritual com a Meca da música reggae (Kingston, Jamaica), um vínculo catalisado principalmente pelo chamado às armas emitido pela música de Bob Marley.
Em 1984, Hernando Brin produziu o primeiro disco de reggae em espanhol no Panamá em  vinil, chamado "Treatment", composto por Calvin Caldeira (Omega) da Guiana, Hector Watler(Mesias), Erick Green (Gringo), Edgert Robinson (Body) e Hernando Brin (Super Nandi). O disco foi produzido pela gravadora Prodim no Panamá, e incluiu a primeira música "Padre Por Favor Educa a los Niños" ("Pai, por favor, eduque as crianças").
No início e meados dos anos 1980, panamenhos como Renato, El General, Nando Boom, El Maleante e Chicho Man começaram a pegar músicas e batidas de dancehall jamaicanas, cantando sobre elas com letras em espanhol, na maioria das vezes preservando as melodias e os ritmos. Eles também aceleraram os riddims. Este estilo foi chamado de "reggae em espanhol". A música continuou a crescer ao longo dos anos 1980, com muitas estrelas se desenvolvendo no Panamá.
Entre as décadas de 1980 e 1990, o artista panamenho Chicho Man emergiu como um dos maiores expoentes do reggae panamenho. Em sua curta carreira de cinco anos como artista, ele introduziu o elemento "romântico" no reggae em espanhol e produziu apenas um LP que incluía músicas como "La Noche Que Te Conocí", "Lady in Red", "Llega Navidad", "Muévela", "No Quiero Ir a Isla Coiba" e "Un Nuevo Estilo". Suas músicas foram gravadas em um armazém, onde um produtor panamenho chamado Calito LPD produziu faixas instrumentais de reggae e as gravou em cassete. Após cumprir uma pena em uma prisão dos Estados Unidos, ele anunciou sua retirada da cena do reggae para se tornar um pregador cristão.
Na década de 1990, o gênero havia crescido no Panamá. Em 1991, o cantor Apache Ness com Papa Chan, Kafu Banton, Calito Soul, Wassa Banga e Original Dan decidiram unir forças e criar a fundação "One Love One Blood", cantando sobre experiências urbanas de rua sob o ritmo chamado reggae bultrón. Em 1996 vieram artistas como Aldo Ranks, El Renegado e Jam & Suppose que cantaram o sucesso "Camión Lleno de Gun". Jr. Ranks e Tony Bull já tinham bons discos com o falecido cantor Danger Man e formaram o grupo musical chamado The Killamanjaros.
Posteriormente no Panamá, o romantismo foi misturado com reggae e reggae romântico, agora mais conhecido como "fluxo romântico". Aqueles que mantêm vivo o reggae com letras românticas são os seguintes: Flex (conhecido como Nigga), El Roockie, El Aspirante, Kathy Phillips, Eddy Lover, Tommy Real, Makano, Catherine, bem como grupos como Raíces y Cultura e La Factoría que se tornou famoso pelo produtor panamenho Irving DiBlasio.
No ano de 1996, considerado a era de ouro do reggae panamenho, surgiram as produções Los Cuentos de la Cripta e La Mafia pelo produtor El Chombo, com músicas como "Las Chicas Quieren Chorizo" ("As meninas querem chouriço") por Wassabanga, "El Cubo de Leche" por Jam & Suppose e "Estaban Celebrando" por Aldo Ranks.
O Museu do Reggae em Espanhol foi inaugurado em 19 de abril de 2023. Está localizado na Calle 13, no bairro de Santa Ana, na Cidade do Panamá. Este museu foi criado por Raul Isaac Alvarez, que é um fã da música reggae. A ideia por trás do museu era mostrar a contribuição do Panamá como os pioneiros do reggae em espanhol e como este país influenciou outros, como República Dominicana, Porto Rico e América Central. O Museu do Reggae em Espanhol reconheceu os 10 pioneiros do gênero, incluindo El General, Rude Girl, Renato, Nando Boom, Chicho Man, Carmensita Anderson, Gringo Man, Apache Ness, Super Nandi e Principal.

### Reggae oficial em sites espanhóis
- Plena507
- Reggae.com.pa
- PanamaReggae
- Nextplena.com